# Across the Atlantic
Across the Atlantic (Brasil: O Piloto Misterioso ) é um filme norte-americano de 1928, dos gêneros drama e romance, produzido e distribuído pela Warner Bros. Este foi um filme mudo, mas a Warner Bros. adicionou o processo Vitaphone com trilha sonora e efeitos sonoros, mas não diálogo.

## Elenco
- Monte Blue - Hugh Clayton
- Edna Murphy - Phyllis Jones
- Burr McIntosh - John Clayton
- Robert Ober - Dan Clayton
- Irene Rich - papel desconhecido